# C13H18N2S
化学式C13H18N2S（摩尔质量：234.36 g/mol）可能指：
- 4-MeS-DMT，CAS号：10455-77-3
- 5-MeS-DMT，CAS号：5102-11-4

|  | 这个同类索引页列出了具有相同分子式的化学物（即同分異構體）条目。 除非您是有意链接至本页，否则应将相应条目的内部链接指向正确的条目。 |